# Loto (álbum)
Loto es el segundo álbum de estudio de la cantante y compositora argentina Victoria Bernardi, que fue publicado el 16 de septiembre de 2020 por el sello discográfico Sony Music Argentina y Ariola Records. El disco contó con varios productores, siendo el músico argentino Facundo Yalve el principal de todos ellos y Javier Fracchia fue el encargado de masterizar el mismo.
Loto fue precedido por el lanzamiento digital de dos sencillo: «Vencidos» y «Directo».

## Antecedentes y desarrollo
| «Quería hacer un disco sin género en concreto, un disco que fuese queer. Entonces intenté meter un poco de lo urbano, del tango, un poco de balada o la música electrónica y todos atravesados por una sonoridad moderna». —Bernardi explicando el género de su álbum. |

En el marco del lanzamiento de su álbum debut Solo sé (2018), Victoria en una entrevista afirmó que ya tenía planes para comenzar a trabajar en su segundo disco a finales del 2018. Poco después, Bernardi declaró sobre ello que «me gustaría hablar del ser humano y profundizar en un montón de cuestiones que quizás olvidamos, como la vida, los derechos humanos y las cuestiones de género, enfocados desde la fe, la esperanza y la fuerza interior».
A mediados de mayo de 2019, Victoria comunicó que estaba en las primeras etapas del desarrollo de su segundo disco, alegando que se trataba de «un trabajo discográfico con más texturas, más afrancesado, con un poco de tango y con un clima inspirado en Frank Ocean. Todavía está todo muy verde. Es todo un crecimiento compositivo». La grabación y la producción del álbum inició a mediados de 2018, pero comenzó su desarrollo en 2019 siendo Facundo "EVLAY" Yalve el principal productor musical del disco, quién a su vez fue el responsable de la mezcla y Javier Fracchia fue el encargado de mazterizar el álbum. La producción general estuvo bajo la supervisión de Fernando Moya, Peter Ehrlich y Agencia Picante, contando con Facundo Schedan como productor ejecutivo. Además, Bernardi trabajó con Gabriela Lavalle para su preparación vocal en las canciones del disco.
En una entrevista radial de abril de 2020, Bernardi afirmó que: «mi disco está inspirado en chakras [...] Mi profesora de canto está trabajando con la meditación y los principales chakras. Eso me inspiró. Tengo vestuario para reconocer cada canción, combino lo visual, lo auditivo y pensé tirar el aroma de cada chakra». De esa forma, la cantante expresó que su nuevo trabajo discográfico se trataba de un disco conceptual donde cada canción está relacionada con un chakra y compuesta en el tono que le corresponde a cada uno de ellos. La artista también explicó que se inspiró para el sonido musical del disco a partir de haber leído el libro Nacimiento de la biopolítica (1979) del filósofo francés Michel Foucault, ya que la llevó a la idea de no categorizar su trabajo en un solo género musical.

## Contenido

### Título

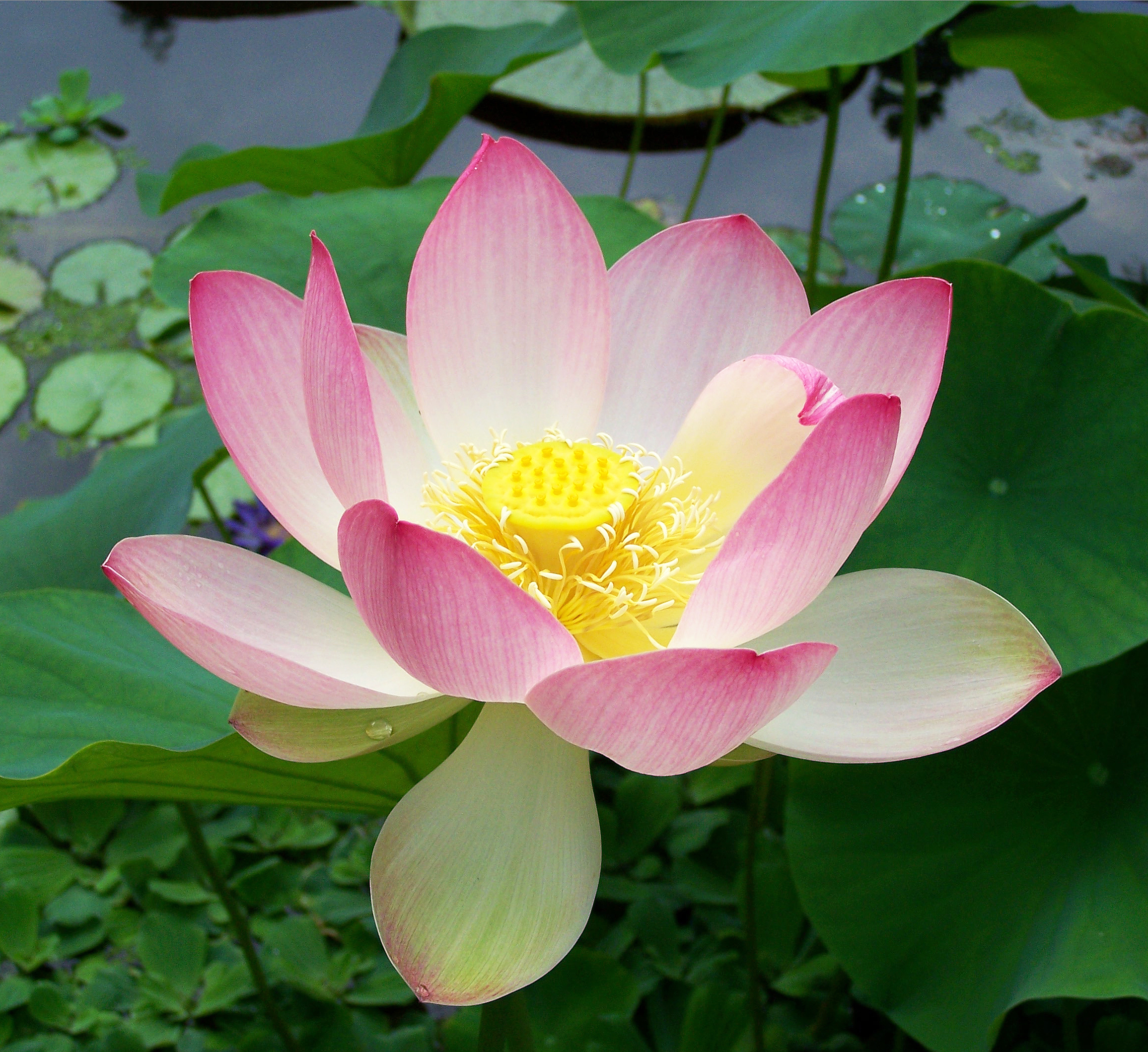
El título del álbum hace referencia a la flor de loto.

En varias entrevistas, Beranardi expresó que la razón por la cual el álbum lleva el nombre de Loto es en principio por la flor, a partir de la cual construye una analogía, que comprende el significado de renacer y florecer en la vida, ya que se trata de una flor muy bella y hermosa que nace en un estanque, que suele ser un hábitat o un ambiente con un estado adverso y descuidado, lo cual representa para Bernardi un momento difícil de su vida, donde logró escribir y componer las canciones para el disco, el cual sería esa flor que creció y surgió desde ese lugar.

### Portada y estética
La portada de Loto y de las canciones fueron confeccionadas y diseñadas por Natalia Cainelli y Julieta Fernández, dos artistas gráficas argentinas. En este trabajo de diseño, también participó Nano Alegre, un fotógrafo argentino, que manejó la dirección de arte de las fotografías utilizadas para la campaña del álbum. Las animaciones del videolyric de la canción «Fuego de Aire» fueron elaboradas por Pablo Varela.
La obra de arte presenta en la portada dos figuras humanas enfrentadas, doblando sus espaldas hacia atrás y enredadas con unas cuerdas, teniendo como fondo completamente el color beige. El título del disco está superpuesto en la parte inferior y el nombre de la artista aparece como Vic Bernardi por debajo de éste.

### Letras y sonidos
Tras anunciar el lanzamiento del trabajo, Bernardi describió a Loto como un «fruto de una búsqueda dentro del caos, es el ruido de mi mente impulsado desde mi voz. Es la emoción vocal, humana de una artista que elige el camino más largo, la unidad, la evolución». El álbum está compuesto por siete canciones y un interludio. En este trabajo  Bernardi incluyó por primera vez tres colaboraciones musicales con las cantantes argentinas Malena Villa, Maia Mónaco y Esmeralda Escalante.
En varias entrevistas Bernardi mencionó que la idea conceptual del álbum estuvo basada en los siete chakras principales, con sus respectivos colores y con los peldaños de un camino que comprende el autoconocimiento. En relación con la composición musical de los primeros dos singles explicó que «Vencidos está relacionado al chakra de la resiliencia y el color amarillo, y Directo el cual se relaciona con la sexualidad y el color anaranjado». También mencionó que «Fuego del Aire» representa al primer chakra, que simboliza la raíz y se relaciona con el color rojo. Para la composición de «Hijas del Rigor» Bernardi se inspiró en la canción «You Don't Own Me» de la cantante estadounidense Lesley Gore. Al final de cada canción suenan unos cuencos que están afinados en la nota de cada uno de los mismos.

## Recepción

### Comentarios de la crítica
Loto recibió críticas positivas por parte de la prensa. Miguel Corbalán de Tango Diario describió que Bernardi con este álbum logra «algo único e incomparable que permite distinguir a la voz más cálida y perfecta». La revista Billboard Argentina resaltó que las colaboraciones en el disco «generan una mixtura única en cada canción». Por su parte, el diario Página/12 catalogó el trabajo de Bernardi como «un encantador disco sobre la búsqueda de la apertura emocional».
Estefanía Olazábal del portal El País Digital destacó la voz de Victoria afrimando que: «Bernardi nos convoca al deleite de una voz madura, aguerrida y con mucho para contar». Además sobre el álbum expresó que: «Loto consagra a Victoria como una artista completa que está en constante movimiento». El portal Gente con onda resaltó que el disco: «no es un mero producto azaroso, sino el trabajo minucioso de una mente caótica, pero brillante». Fernando Vigo de TN La Viola comentó sobre Bernardi que «es una de las voces más interesantes de una nueva generación de compositores que le escapa a los rótulos y que arma y desarma géneros con facilidad», mientras que sobre el álbum destacó que «en sus canciones conviven la emotividad de su canto y el desprejuicio».

## Promoción

### Sencillos
A inicios del 2020, Bernardi comunicó que el primer sencillo de Loto sería «Vencidos», que fue lanzado el 28 de febrero del mismo año. El sencillo está relacionado con el chakra «amarillo», reflejando la «vitalidad» y el «poder». El videoclip estuvo a cargo de Pana Films, donde Victoria, mediante una handy-cam, logra ver la esencia de las personas y darse cuenta de que siempre se puede reescribir las historias de vidas.
Seguidamente, la cantante anunció en sus redes sociales que «Directo» era el nombre de su segundo sencillo y fue publicado el 16 de abril de 2020. La canción estuvo inspirada en el chakra «naranja» que representa la «sexualidad» y las «emociones». La producción del single estuvo a cargo de Facundo Yalve y el vídeo musical fue dirigido por Nano Alegre y Pablo Isa de la productora Pana Films.

### Fechas
| América del Sur          |              |           |                          |
| 14 de febrero de 2020    | Buenos Aires | Argentina | T.A.I Teatro             |
| 27 de marzo de 2020      | Buenos Aires | Argentina | Evento por Streaming     |
| 15 de abril de 2020      | Buenos Aires | Argentina | Evento por Streaming     |
| 9 de mayo de 2020        | Buenos Aires | Argentina | Evento por Streaming     |
| 20 de junio de 2020      | Buenos Aires | Argentina | Evento por Radio         |
| 9 de julio de 2020       | Buenos Aires | Argentina | Evento por Streaming     |
| 25 de julio de 2020      | Buenos Aires | Argentina | Evento por Streaming     |
| 8 de agosto de 2020      | Buenos Aires | Argentina | Evento por Streaming     |
| 12 de septiembre de 2020 | Buenos Aires | Argentina | Evento por Streaming     |
| 26 de septiembre de 2020 | Buenos Aires | Argentina | Evento por Streaming     |
| 20 de noviembre de 2020  | Buenos Aires | Argentina | Evento por Streaming     |
| 12 de diciembre de 2020  | Buenos Aires | Argentina | Parque Centenario        |
| 19 de enero de 2021      | Buenos Aires | Argentina | Centro Cultural Recoleta |
| 12 de febrero de 2021    | Buenos Aires | Argentina | Museo de Saavedra        |
| 25 de septiembre de 2021 | Buenos Aires | Argentina | Fábrica                  |
| 25 de noviembre de 2021  | Buenos Aires | Argentina | Camping                  |

## Lista de canciones
- Edición estándar

| Loto  |                                          |                             |               |          |  |
| N.º   | Título                                   | Escritor(es)                | Productor(es) | Duración |  |
| 1.    | «Fuego del Aire»                         | Victoria Bernardi           | Facundo Yalve | 4:27     |  |
| 2.    | «Directo»                                | Bernardi · Yalve            | Yalve         | 4:14     |  |
| 3.    | «Vencidos»                               | Bernardi · Yalve            | Yalve         | 3:25     |  |
| 4.    | «Sombra» (con Malena Villa)              | Bernardi · Agustín de Carli | Yalve         | 3:45     |  |
| 5.    | «Reecontrar la Libertad»                 | Bernardi                    | Yalve         | 4:14     |  |
| 6.    | «Hijas del Rigor»                        | Bernardi                    | Yalve         | 4:47     |  |
| 7.    | «Interluido» (con Maia Mónaco)           | Yalve                       | Yalve         | 2:05     |  |
| 8.    | «En Otra Vida» (con Esmeralda Escalante) | Bernardi                    | Yalve         | 4:18     |  |
| 31:17 |                                          |                             |               |          |  |

## Historial de lanzamientos
| Región    | Fecha                    | Formato               | Discográfica                          | Ref.   |
| --------- | ------------------------ | --------------------- | ------------------------------------- | ------ |
|           | 16 de septiembre de 2020 | Descarga digital      | Sony Music Argentina · Ariola Records | [ 21 ] |
| Argentina | 16 de septiembre de 2020 | CD y descarga digital | Sony Music Argentina · Ariola Records | [ 22 ] |

## Créditos y personal
| - Nano Alegre – fotografía. - Eliseo Sebastián Álvarez Prado – charango. - Leonardo Andersen – guitarra acústica. - Victoria Bernardi – compositora, voz, artista principal y coros. - Natalia Cainelli – arte de tapa. - Paula Cugnata – cuencos. - Agustín de Carli – compositor y guitarra. - Ariel Delgado – guitarra acústica y guitarra eléctrica. - Peter Ehrlich – producción. - Esmeralda Escalante – voz y coros. - Julieta Micaela Fernández – arte de tapa. - Javier Fracchia – masterización. - Julián Gallo – bajo. | - Nicolás Henrich – bandoneón. - Gabriela Lavalle – coach vocal. - Conrado May – cuencos. - Maia Mónaco – voz. - Raúl Monteagudo – percusión y piano. - Fernando Moya – producción. - Pedro Pasquale – guitarra eléctrica. - Matías Romero – violín. - Facundo Schedan – producción. - Pablo Varela – animación. - Malena Villa – voz. - Facundo Nahuel Yalve – sintetizador, producción, programación, mezclador, compositor, piano, guitarra, percusión, batería, flauta, trompeta, bajo, percusión y dobro. |

Nota: Créditos adaptados a la edición estándar del álbum.